# Welxande

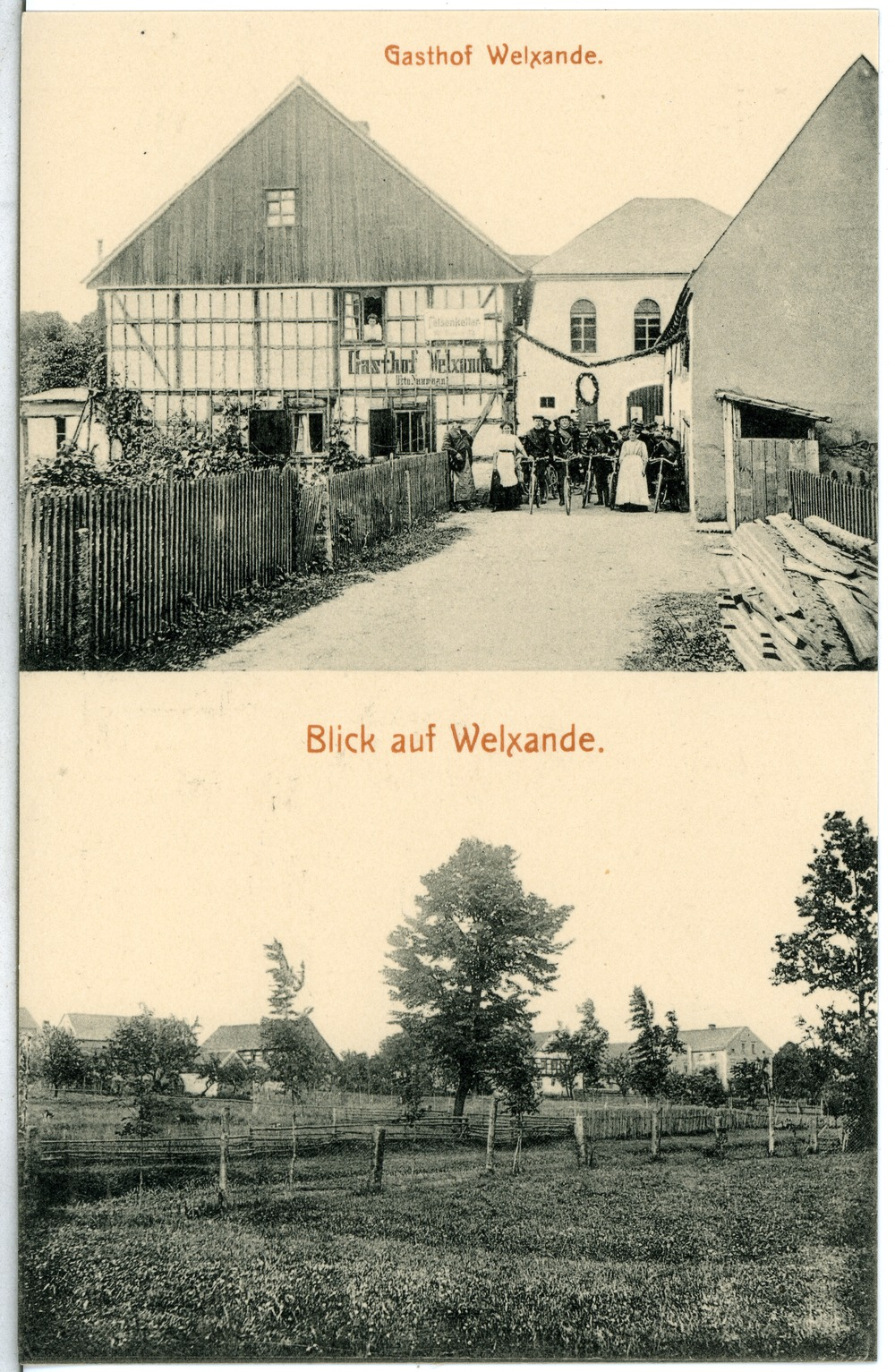
Blick auf Welxande - Gasthof (1912, Ansichtskarte von Brück & Sohn)

Welxande ist ein Ortsteil der Gemeinde Thiendorf im Landkreis Meißen in Sachsen.
Es wurde erstmals als Welingsande im Jahr 1406 im Zusammenhang mit der ersten Landessteuer an den Landesherren urkundlich erwähnt. 
Zeuge einer sorbischen Besiedlung des Gebietes ist der Rest eines sorbischen Rundwalles im sumpfigen Erlenwald nahe dem Ort. Die Forscher bezeichnen ihn als „Große Schanze“. In solche Rundwälle zogen sich die Sorben bei der Annäherung von Feinden mit all ihrem Hab und Gut zurück.  
Seiner Anlage nach ist es ein Zeilendorf mit Gelängeflur. Vor dem Dorf steht die Jentzschmühle, eine alte Wassermühle mit dazugehörigem Teich. Der Ort wurde 1418 Wellingassaride, 1420 Wellingessande und 1441 Welligisand geschrieben. Seit 1540 ist Welxande nach Sacka eingepfarrt.
Heute ist Welxande ein beliebter Wohnstandort der Gemeinde. Dies belegen die vielen neu gebauten Eigenheime sowie die renovierten Gehöfte und ein Wohnblock mit 24 Wohneinheiten. Die unmittelbare Nähe zur Natur einerseits und die günstige Verkehrsanbindung (A 13 und B 98 sind 1 km entfernt und können über Thiendorf erreicht werden) andererseits machen Welxande auch für Umzugswillige aus dem Großraum Dresden (die Landeshauptstadt Dresden liegt ca. 20 km südlich) attraktiv.